# And Still I Rise
And Still I Rise (Y a pesar de todo me levanto) es el tercer volumen de poesía de la autora Maya Angelou, publicado por Random House en 1978. Fue publicado durante uno de los períodos más productivos de la carrera de Angelou: antes había escrito tres autobiografías y publicado otros dos volúmenes de poesía. Angelou se consideraba a sí misma poeta y dramaturga, pero es más conocida por sus siete autobiografías, especialmente la primera, Sé por qué canta el pájaro enjaulado, aunque su poesía también ha tenido éxito. Comenzó, al principio de su carrera como escritora, alternando la publicación de una autobiografía y un volumen de poesía.
And Still I Rise está compuesto por 32 poemas breves, divididos en tres partes. Los temas de los poemas se centran en una determinación esperanzadora de superar las dificultades y el desánimo, y en muchos de los mismos temas que centran las autobiografías de Angelou y los volúmenes de poesía anteriores. Dos de sus poemas más conocidos y populares, "Phenomenal Woman (Mujer fenomenal)" y "Still I Rise (A pesar de todo me levanto)", se encuentran en este volumen. Ella habla por su raza y género en muchos de los poemas y nuevamente enfatiza la fuerza y la resiliencia de su comunidad. Al igual que sus volúmenes anteriores de poesía, las reseñas de And Still I Rise fueron de todo tipo.
El poema que da título a la colección, "Still I Rise (A pesar de todo me levanto)", fue el centro de una campaña publicitaria del United Negro College Fund. Otros dos, "Phenomenal Woman" y "Just For a Time", fueron publicados previamente en Cosmopolitan. "Phenomenal Woman (Mujer fenomenal)" fue uno de los poemas de Angelou que aparecen en la película Poetic Justice.

## Contexto
And Still I Rise es el tercer volumen de poesía de Maya Angelou. Estudió y comenzó a escribir poesía a una edad temprana.  Después de haber sido violada a la edad de ocho años, como se relata en su primera autobiografía, Yo sé por qué canta el pájaro enjaulado (1969), se enfrentó a su trauma memorizando y recitando grandes obras literarias, incluida la poesía, lo que la ayudó a salir de su mutismo autoimpuesto.
La publicación de And Still I Rise se produjo durante uno de los períodos más productivos de la carrera de Angelou. Había escrito canciones para Roberta Flack y había compuesto bandas sonoras para películas. También había escrito artículos, cuentos, guiones de televisión y documentales, autobiografías y poesía; produjo obras de teatro; y fue nombrada profesora visitante de varios colegios y universidades. En 1977, Angelou apareció en un papel secundario en la miniserie de televisión Roots. Recibió multitud de premios durante este período, incluidos más de treinta títulos honoríficos de colegios y universidades de todo el mundo.
Aunque Angelou se consideraba una dramaturga y poeta cuando su editor, Robert Loomis, la desafió a escribir Caged Bird (El pájaro enjaulado), era más conocida por sus autobiografías. Muchos de los lectores de Angelou la identifican primero como poeta y luego como autobiógrafa, pero al igual que Lynn Z. Bloom, muchos críticos consideran que sus autobiografías son más importantes que su poesía. El crítico William Sylvester está de acuerdo y afirma que, aunque sus libros han sido éxitos de ventas, su poesía "ha recibido poca atención crítica seria". Bloom también cree que la poesía de Angelou era más interesante cuando la recitaba. Bloom llama a sus actuaciones "característicamente dinámicas" y dice que Angelou "se mueve exuberantemente, vigorosamente para reforzar los ritmos de las líneas, el tono de las palabras. Su canto y baile y su electrizante presencia en el escenario trascienden las palabras y frases predecibles".

Angelou recitando su poema "On the Pulse of Morning" en la toma de posesión del presidente Bill Clinton en 1993

Angelou comenzó, al principio de su carrera como escritora, alternando la publicación de una autobiografía y un volumen de poesía. Cuando se publicó And Still I Rise en 1978, había publicado tres autobiografías y finalmente publicó siete. En 1993, leyó su poema "On the Pulse of Morning" en la toma de posesión del presidente Bill Clinton. Al año siguiente, su editor, Random House, incluyó los poemas en And Still I Rise en su primera colección de poesía, The Complete Collected Poems of Maya Angelou. En la colección editada en 1994 estaban tamcién sus dos colecciones anteriores, Just Give Me a Cool Drink of Water 'fore I Diiie (1971) y Oh Pray My Wings Are Gonna Fit Me Well, junto con sus dos volúmenes publicados después, Shaker, Why Don' ¿tú cantas? (1983) y I Shall not be Moved (1990). El editor de Angelou colocó cuatro poemas en un volumen más pequeño, titulado Phenomenal Woman, en 1995.
Dos de los poemas de And Still I Rise, "Phenomenal Woman" y "Just For a Time", fueron publicados en Cosmopolitan en 1978. En 1994, el poema del título, "Still I Rise", fue parte de una campaña publicitaria para el 50 aniversario del United Negro College Fund.

## Temas
Según la académica Carol E. Neubauer, los temas de los poemas de And Still I Rise (Y todavía me levanto), como sugiere el título del volumen, se centran en una determinación esperanzadora de superar las dificultades y el desánimo. Neubauer afirma: "Estos poemas están inspirados y pronunciados por una voz fuerte que reconoce su propio poder y ya no será empujada a la pasividad".  Angelou se enfoca en los mismos temas que sus volúmenes anteriores, tales como el amor, la soledad y el racismo sureño, pero con el toque adicional de la naturaleza de la mujer y la importancia de la familia. Cubren una gama más amplia de temas, que incluyen la primavera, el envejecimiento, el despertar sexual, la adicción a las drogas y la salvación cristiana.
"Phenomenal Woman", una obra muy querida que Angelou a menudo interpretaba para el público, ha sido llamado su "tema-poema personal". Neubauer y el crítico literario Harold Bloom lo consideran uno de los mejores poemas del volumen. El poema apareció en la película Poetic Justice (1993), dirigida por John Singleton. Bloom lo llama un "poema similar a un himno a la belleza de la mujer". Angelou "participa hábilmente" en un juego de palabras con la palabra "fenoménicamente ".  Como suele hacer Angelou en su poesía, "Phenomenal Woman" se combina con la que le sigue, "Men", en la que Angelou usa una metáfora del huevo crudo para contrastar la masculinidad dominante con la feminidad frágil y cautelosa. Ella celebra tanto "su poder ligeramente misterioso" como la emoción creada por los hombres. El poema es característico del estilo de Angelou, con versos concisos y contundentes y rimas irregulares. Las palabras cortas y a menudo monosilábicas, como afirma Neubauer, "crean un ritmo uniforme y provocativo que resuena con una confianza subyacente". Angelou dijo que escribió el poema para todas las mujeres, independientemente de su raza o apariencia. También afirmó: "Ahora bien, sé que los hombres son fenomenales, pero tendrán que escribir su propio poema".
Muchos de los poemas de Angelou se centran en personas racializadas y temas raciales. Continúan con los temas de leve protesta y supervivencia que también se encuentran en sus autobiografías, e inyectan esperanza a través del humor.  En "Ain't That Bad? (¿Eso es malo?)", utiliza la palabra vernácula del inglés negro "bad" para connotar conexiones positivas con la cultura, las costumbres, las costumbres y los líderes negros, y para ayudar a construir el orgullo negro. El erudito Lyman B. Hagen lo llama un "poema de gritos" debido a sus líneas cortas y su repetición. En "Lady Luncheon Club", Angelou describe con humor a una oradora demasiado intelectual en un club de mujeres.
El crítico Robert B. Stepto afirma que el poema "One More Round" está fuertemente influenciado por las canciones de trabajo y protesta del pasado. Las estrofas de números pares en el poema de ocho estrofas crean un estribillo como los que se encuentran en muchas canciones de trabajo y son variaciones de otros tantos poemas de protesta. Está impresionado con la creación de una nueva forma de arte a partir del trabajo y las formas de protesta, pero no siente que Angelou la desarrolle lo suficiente.
En el poema favorito de Angelou, "Still I Rise", que comparte título con una obra de teatro que escribió en 1976, se refiere al espíritu indomable de los negros, utilizando la repetición y la categorización de las injusticias contra ellos. Lo citaba durante las entrevistas y, a menudo, lo incluía en sus lecturas públicas. A pesar de la adversidad y el racismo, Angelou expresa su fe en que uno vencerá y triunfará. Hagen compara "Still I Rise" con cantos espirituales que expresan esperanza. Como lo hace en "Phenomenal Woman" ya lo largo de su poesía y autobiografías, Angelou habla no solo por sí misma, sino por todo su género y raza. La crítica Ellen Lippmann llama a "Still I Rise" una "declaración orgullosa, incluso desafiante, en nombre de todos los negros".  Angelou, durante una entrevista en 1997, afirmaba que utilizó el poema como apoyo personal durante los tiempos difíciles y que muchas personas, tanto negras como blancas, lo han utilizado de la misma manera.
Dos de los poemas de And Still I Rise, "Woman's Work" y "Momma's Welfare Roll", hablan de las mujeres de manera positiva. "Woman Work (Trabajo de mujer)", sin explicaciones ni quejas, enumera las tareas mundanas que debe realizar una esposa y madre que se queda en casa. Neubauer compara el poema con "Phenomenal Woman", los cuales comparten el mismo esquema de rima fuerte, ritmos contundentes y el tema de la vitalidad de la mujer. En "Momma Welfare Roll", Angelou habla sobre el coraje de una madre que recibe asistencia social y reconoce la confusión degradante que experimenta al aceptar la ayuda del gobierno.

## Reseñas
Como muchos críticos de la poesía de Angelou, Ellen Lippmann de School Library Journal encuentra la prosa de Angelou más poderosa que su poesía, pero encontró los poemas de este volumen más poderosos que en su primera autobiografía. Mary Silva Cosgrave, en su reseña en Horn Book Magazine, elogia a Angelou por encontrar el ritmo en la vida cotidiana y queda impresionada impresionada con los poemas de And Still I Rise, especialmente "Phenomenal Woman"; Cosgrave afirma: "A su tercera colección de poemas, la autora ha aportado una vida llena de entusiasmo y estilo que es fenomenalmente suya".  Harold Bloom afirma que aunque "Phenomenal Woman" ha recibido pocas críticas, es uno de los poemas más populares y poderosos que Angelou recita en sus apariciones públicas.
Stepto considera que los poemas de And Still I Rise son ligeros y "pobres", y expresa su incredulidad de que los poemas de Angelou sean producidos por una editorial importante, mientras que la poesía escrita por otros talentos menos conocidos no podría. Él cree que su escritura demuestra posibilidades y afirma que sus mejores poemas toman prestados "varios ritmos y formas populares y, por lo tanto, refuerza sus poemas al evocar aspectos del patrimonio escrito y no escrito de una cultura". Coloca el trabajo de Angelou en la tradición de otros poetas negros y compara los poemas de And Still I Rise con los trabajos de Langston Hughes, Gwendolyn Brooks y Sterling Brown. Por ejemplo, muchos de los poemas de Angelou le recuerdan a Stepto los poemas de Brown. "Still I Rise" le recuerda a Stepto al poema más famoso de Brown, "Strong Men". Stepto explica el éxito y la popularidad de Angelou como poeta con sus autobiografías, a las que llama "maravillosas" y la verdadera razón de su éxito como poeta. Afirma que su poesía sirve como texto explicativo de sus obras en prosa, a las que llama "autorretratos más hábilmente interpretados".
Joyce Boyarin Blundell es positiva en su reseña de And Still I Rise en Library Journal. Reconoce muchos de los mismos temas en las autobiografías de Angelou, pero dice que los poemas de este volumen son desiguales. Blundell encuentra que los poemas similares a patrones de habla y canciones son los más efectivos, mientras que encuentra otros "sumergidos en metáforas trilladas y rimas forzadas".  A pesar de las debilidades del volumen, lo considera exitoso como una declaración de las experiencias de una mujer negra y de su determinación de sobrevivir y crecer.

## Poemas
And Still I Rise consta de 32 poemas, divididos en tres partes. La primera parte, titulada "Tócame, vida, no suavemente", ha sido calificada de "gozosa" y afirma la fuerza de la poeta como mujer y como amante. La segunda parte, "Traveling (Viajando)", se centra en dificultades, como la adicción a las drogas, el abuso infantil, la vida en el centro de las ciudades y las condiciones en el Viejo Sur, que la escritora y otros han experimentado. La tercera parte, "And I Still Rise (Y todavía me levanto)", que recibe su nombre del poema que da título al volumen, reitera los temas de la primera parte y enfatiza la fuerza que encuentra en sí misma y en su comunidad.  El volumen está dedicado a Jessica Mitford, Gerard W. Purcell y Jay Allen, a quienes Angelou llama "algunos de los chicos buenos".